# Laboulbenia oopteri
Laboulbenia oopteri är en svampart som beskrevs av Thaxt. 1902. Laboulbenia oopteri ingår i släktet Laboulbenia och familjen Laboulbeniaceae.   Inga underarter finns listade i Catalogue of Life.